# Alexander Hanson
Alexander Hanson (Oslo, 28 aprile 1961) è un attore e cantante britannico, noto soprattutto come interprete di musical a Broadway e Londra.

## Biografia
Alexander Hanson è noto soprattutto per le sue interpretazioni nei musical di Andrew Lloyd Webber: Sunset Boulevard nel ruolo di Joe Gillis (accanto a Rita Moreno e Petula Clark), Jesus Christ Superstar nel ruolo di Ponzio Pilato, Aspects of Love nel ruolo di Alex e Steven Ward nell'omonimo musical sullo Scandalo Profumo. Tuttavia, il ruolo che lo ha reso noto a livello internazionale è stato quello dell'avvocato Fredrik Egerman nel musical di Stephen Sondheim A Little Night Music a Londra e a Broadway: per la sua performance è stato candidato ai Laurence Olivier Awards come miglior attore protagonista in un musical e ha recitato con attrici come Angela Lansbury, Catherine Zeta-Jones, Bernadette Peters, Elaine Stritch e Hannah Waddingham.
Ha recitato anche in numerosi altri musical, tra cui The Sound of Music, We Will Rock You, Cabaret, Marguerite, Candide, e opere di prosa (L'importanza di chiamarsi Ernesto, Troilo e Cressida, Arcadia, Un marito ideale, Il mercante di Venezia). Nel 2015 prende parte alla produzione concertale di Follies in scena alla Royal Albert Hall insieme a Ruthie Henshall, Betty Buckley, Christine Baranski, Alistair Brammer e Peter Polycarpou.
È sposato con l'attrice Samantha Bond e ha due figli, Molly e Tom.

## Filmografia

### Cinema
- Kidulthood (KiDULTHOOD), regia di Menhaj Huda (2006)

### Televisione
- Peak Practice – serie TV, episodio 5x12 (1997)
- Casualty – serie TV, episodio 15x17 (2000)
- Relic Hunter – serie TV, episodio 2x16 (2001)
- Heartbeat – serie TV, episodio 12x20 (2003)
- Giardini e misteri (Rosemary and Thyme) – serie TV, episodio 1x06 (2003)
- Metropolitan Police (The Bill) – serie TV, episodi 13x152-20x49-21x104 (1997-2005)
- L'ispettore Barnaby (Midsomer Murders) – serie TV, episodio 14x08 (2012)
- Lewis – serie TV, episodio 6x02 (2012)
- Holby City – serie TV, episodio 17x30 (2015)